# Distribució del producte de dues variables aleatòries
Una distribució del producte és una distribució de probabilitat construïda com la distribució del producte de variables aleatòries que tenen dues altres distribucions conegudes. Donades dues variables aleatòries X i Y estadísticament independents, la distribució de la variable aleatòria Z que es forma com a producte {\displaystyle Z=XY} és una distribució de productes.

## Àlgebra de variables aleatòries
El producte és un tipus d'àlgebra per a variables aleatòries: relacionades amb la distribució del producte hi ha la distribució de la relació, la distribució de la suma (vegeu Llista de convolucions de les distribucions de probabilitat) i la distribució de diferències. De manera més general, es pot parlar de combinacions de sumes, diferències, productes i proporcions.
Moltes d'aquestes distribucions es descriuen al llibre de Melvin D. Springer de 1979 The Algebra of Random Variables.

## Derivació de variables aleatòries independents
Si {\displaystyle X} i {\displaystyle Y} són dues variables aleatòries contínues i independents, descrites per funcions de densitat de probabilitat {\displaystyle f_{X}} i {\displaystyle f_{Y}} aleshores la funció de densitat de probabilitat de {\displaystyle Z=XY} és
{\displaystyle f_{Z}(z)=\int _{-\infty }^{\infty }f_{X}(x)f_{Y}(z/x){\frac {1}{|x|}}\,dx.}

## Prova
Primer escrivim la funció de distribució acumulada de {\displaystyle Z} començant per la seva definició
{\displaystyle {\begin{aligned}F_{Z}(z)&\,{\stackrel {\text{def}}{=}}\ \mathbb {P} (Z\leq z)\\&=\mathbb {P} (XY\leq z)\\&=\mathbb {P} (XY\leq z,X\geq 0)+\mathbb {P} (XY\leq z,X\leq 0)\\&=\mathbb {P} (Y\leq z/X,X\geq 0)+\mathbb {P} (Y\geq z/X,X\leq 0)\\&=\int _{0}^{\infty }f_{X}(x)\int _{-\infty }^{z/x}f_{Y}(y)\,dy\,dx+\int _{-\infty }^{0}f_{X}(x)\int _{z/x}^{\infty }f_{Y}(y)\,dy\,dx\end{aligned}}}
Trobem la funció de densitat de probabilitat desitjada prenent la derivada d'ambdós costats respecte a {\displaystyle z} . Com que a mà dreta, {\displaystyle z} apareix només en els límits d'integració, la derivada es realitza fàcilment utilitzant el teorema fonamental del càlcul i la regla de la cadena. (Cal tenir en compte el signe negatiu que es necessita quan la variable es produeix al límit inferior de la integració).
{\displaystyle {\begin{aligned}f_{Z}(z)&=\int _{0}^{\infty }f_{X}(x)f_{Y}(z/x){\frac {1}{x}}\,dx-\int _{-\infty }^{0}f_{X}(x)f_{Y}(z/x){\frac {1}{x}}\,dx\\&=\int _{0}^{\infty }f_{X}(x)f_{Y}(z/x){\frac {1}{|x|}}\,dx+\int _{-\infty }^{0}f_{X}(x)f_{Y}(z/x){\frac {1}{|x|}}\,dx\\&=\int _{-\infty }^{\infty }f_{X}(x)f_{Y}(z/x){\frac {1}{|x|}}\,dx.\end{aligned}}}
on el valor absolut s'utilitza per combinar convenientment els dos termes.